# Cardamine altigena
Cardamine altigena là một loài thực vật có hoa trong họ Cải. Loài này được Schltr. ex O.E.Schulz mô tả khoa học đầu tiên năm 1929.